# Henriette von Schirach
Henriette von Schirach, nata Hoffmann e soprannominata Henny (Monaco di Baviera, 2 febbraio 1913 – Monaco di Baviera, 27 gennaio 1992,  per altri il 18 gennaio), è stata una scrittrice tedesca, nota per essere stata la moglie del capo della Hitlerjugend Baldur von Schirach e per essere stata una delle poche persone ad aver avuto il coraggio di dibattere direttamente con Hitler sulle vicende dell'olocausto.

## Biografia
Figlia del fotografo personale di Hitler Heinrich Hoffmann, nacque e passò la sua infanzia nel quartiere Schwabing di Monaco. Ancora bambina, nel 1922 Henriette incontrò per la prima volta Hitler, che spesso veniva nello studio fotografico di suo padre a trovarli, con il quale sviluppò un'affettuosa amicizia.
Grazie al fatto di essere cresciuta a stretto contatto con Hitler e il suo circolo di amici, conobbe nel 1931 Baldur von Schirach, con il quale si sposò l'anno seguente.

### Lite con Hitler (1943)
Nel 1943 Henriette fu invitata nei Paesi Bassi da alcuni soldati tedeschi suoi amici. Ad Amsterdam fu testimone oculare dell'arresto e della deportazione di alcune donne ebree olandesi e le fu offerto addirittura di comprare alcuni dei loro beni sequestrati.
Si recò personalmente da Hitler al Berghof nel giugno 1943 e, convinta di poter parlarne apertamente con il Führer per via di averlo conosciuto sin dall'inizio della sua carriera politica, sollevò la questione degli ebrei arrestati in Olanda. Hitler divenne furioso e si generò una lite con Henriette alla presenza di suo padre Heinrich, di Goebbels, di Traudl Junge e di altri alti ufficiali e persone del circolo privato del dittatore.
Esistono versioni leggermente differenti tra di loro su come si svolse quella discussione (anche in diverse serate e sulla questione se si sia riferita ad Amsterdam o Vienna, dove suo marito stava facendo deportare decine di migliaia di ebrei), ma tutte concordano che un furente Hitler bollò i suoi come "sentimentalismi" inutili, che non comprendesse ciò che stava accadendo e forse aggiungendo che ciò fosse giustificato perché "10.000 dei miei migliori soldati muoiono ogni giorno mentre loro bivaccano nei campi". Il dittatore si ritirò prima del solito quella sera nelle sue stanze. Dopo quella lite Henriette non fu mai più invitata nelle residenze di Hitler.

### Nel dopoguerra
Il marito di Henriette fu condannato a vent'anni di carcere a Norimberga per crimini contro l'umanità e scontò la sua pena a Spandau, durante la quale divorziò. Alla fine degli anni '70 Henriette cominciò ad aprirsi e a pubblicare dei libri di memorie e di aneddoti: il libro The Price of Glory (come ristampa in inglese e internazionale del suo libro pubblicato vent'anni prima) ebbe un buon successo internazionale e la incoraggiò a pubblicarne altri due.

## Opere
- (DE) Der Preis der Herrlichkeit, [trad.: The Price of Glory, 2ª ed., 1976, ISBN 3-548-35457-2], 1956.
- (DE) Anekdoten um Hitler: Geschichten aus einem halben Jahrhundert, [trad.: Anecdotes about Hitler: Stories from half a century], 1980, ISBN 3-87829-061-6.
- (DE) Frauen um Hitler, [trad.: Women Around Hitler], Monaco di Baviera, Herbig, 1983, ISBN 3-7766-0882-X.